# マプチェ語
マプチェ語（マプチェご）またはマプドゥングン、マプドゥングン語（マプドゥングンご）（mapu「土地」とdungun「話す、話」から）は、チリ中南部とアルゼンチン中西部でマプチェ族（mapu「土地」とche「人々」から）が話している、ウィリチェ語に近縁なアラウコ語族の言語である。Mapuzugun、Mapudunguとも表記される。以前はスペイン人がマプチェ族に付けた名前と同じアラウカノ語と呼ばれていたが、マプチェ族はスペインの植民地支配の名残としてこれを避けている。
マプドゥングンはチリとアルゼンチンの公用語ではなく、その歴史上、政府の支援をほとんど受けていない。チリ政府はチリ南部のマプチェ族の地域で教育を受けられるようにすることを公約しているが、両国の教育制度では教育言語として使用されていない。マプドゥングンの標準的な表記方法として、どのアルファベットを使用するかについては、現在も政治的な議論が続いている。チリには約14万4000人、アルゼンチン中西部には約8400人の母語話者がいる。
2013年現在、都市部の話者の2.4％、農村部の話者の16％しか子どもと話すときにマプドゥングンを使わず、チリ南部（この言語の本拠地）の10～19歳の話者のうち、マプドゥングン運用「能力が高い」のは3.8％に過ぎない。
チリスペイン語話者でマプドゥングンも話す人は、スペイン語を話すときに非人称代名詞を多く使う傾向がある。

## 名前
アルファベットによって、/tʃ/の音は⟨ch⟩または⟨c⟩、/ŋ/は⟨g⟩または⟨ng⟩と綴られる。この言語は「土地（mapu）の話（d/zuŋun）」または「人々（tʃe）の話」と呼ばれている。⟨n⟩が2つの言葉をつなぐこともある。このように、言語名の書き方はいくつかある。
| アルファベット | N付きのMapu | NなしのMapu | Che/Ce    |
| -------------- | ----------- | ----------- | --------- |
| Ragileo        | Mapunzugun  | Mapuzugun   | Cezugun   |
| Unified        | Mapundungun | Mapudungun  | Chedungun |
| Azümchefe      | Mapunzugun  | Mapuzugun   | Chezugun  |
| Wirizüŋun      | Mapunzüŋun  | Mapuzüŋun   | Chezüŋun  |

## 歴史

### 先史時代
Moulianら（2015）は、インカ帝国が擡頭するよりもずっと前に、プキーナ語がマプチェ語に影響を与えていたと主張している。プキーナ語の影響が、マプチェ語・アイマラ語・ケチュア語に同根語が存在する理由として考えられている。Moulianらは、以下のインカ期以前の同根語を確認している。太陽(マプチェ語: antü、ケチュア語: inti)、月(マプチェ語: küllen、ケチュア語: killa)、魔法使い(マプチェ語: kalku、ケチュア語: kawchu)、塩(マプチェ語: chadi、ケチュア語: cachi)、母(マプチェ語: ñuque、ケチュア語: ñuñu)。このような地域の言語的影響は、1000年頃のティワナク帝国の崩壊に伴って発生した移住者の波とともに到来したとも考えられる。
それ以降では、インカ帝国に関連したケチュア語族（pataka「百」、warangka「千」）やスペイン語からの語彙の影響もある。
インカ帝国の支配の結果、1530年代から1540年代にスペイン人が到着した時点で、アコンカグア渓谷のマプチェ族はマプドゥングンと帝国ケチュア語の二言語を使っていた。
マプドゥングンと近縁の言語であるウィリチェ語が支配的なチロエ諸島では、多くのチョノ語の地名が発見されていることから、16世紀半ばにスペイン人が到着する前に、マプドゥングンがチョノ語に取って代わったことが示唆されている。また、歴史学者のホセ・ペレス・ガルシアが提唱した説では、先スペイン時代にクンコ族がチロエ島に定住したのは、北方のウィリチェ族がマプチェ族に追いやられた結果であるとしている。

### 植民地時代のスペイン語とマプチェ語の二言語使用
16〜17世紀の中央チリは、居住地を奪われた先住民の坩堝となっていたため、17世紀にはマプチェ語、ケチュア語、スペイン語がかなりの二言語性を持って共存していたと主張されてきた。しかし、チリスペイン語に最も影響を与えた先住民の言語は、マプチェ語ではなくケチュア語である。
植民地時代には、多くのスペイン人とメスティーソがマプチェ語を話していた。例えば、17世紀のバルディビア要塞群の兵士の多くは、マプチェ語をある程度理解していた。
17世紀から18世紀にかけて、チロエ諸島の住民のほとんどは二言語話者であり、ジョン・バイロンによると、多くのスペイン人は地元のウィリチェ語の方が美しいと考えて好んで使っていたという。同じ頃、ナルシソ・デ・サンタ・マリア知事は、島に入植したスペイン人がスペイン語をまともに話せず、ヴェリチェ語を話せたこと、そしてこの第二言語の方が使われていることに不満を抱いていた。

### さらなる衰退
マプドゥングンは、かつてチリ中央部で話されていた唯一の言語だった。マプチェ族の社会言語学的状況は急速に変化した。現在では、マプチェ族のほぼ全員がスペイン語とのバイリンガルまたはモノリンガルである。バイリンガルの度合いは、コミュニティやチリ社会への参加、伝統的な生活様式または現代的・都市的な生活様式に対する個人の選択などによって異なる。

## 方言
言語学者のロバート・A・クロースは、マプドゥングンを8つの方言のサブグループ（I〜VIII）に分けている。サブグループIはアラウコ県を中心とし、サブグループIIはアンゴル、ロス・アンヘレス、ビオビオ川の中・下流域の方言である。サブグループIIIはプレンを中心としている。ロンキマイ周辺では、メリペウコとアリペン川の方言サブグループIVが話されている。サブグループVは、ケレ、ブディ湖、トルテンなどのラ・アラウカニア州の沿岸部で話されている。
テムコは、今日のマプチェ族の領土の中心地である。テムコ、フレイレ、ゴルベア周辺ではサブグループVIが話されている。VII群はバルディビア県とプコン、クラレウェで話されている。最後の「方言」サブグループはVIIIで、ランコ湖とブエノ川の南方で話されているウィリチェ語で、他の方言とは相互に理解できない。
これらは、北部、中部、中南部、南部の4つの方言グループに分類される。さらに、これらは8つのサブグループに分けられる。IとII（北部）、III-IV（中部）、V-VII（中南部）、VIII（南部）。III-VIIのサブグループは、I-IIやVIIIよりも互いに密接な関係にある。Croeseはこれらの関係を、リカルド・E・ラチャムが提唱したマプチェ族の起源説と、証拠はないが一致すると考えている。
アルゼンチンのネウケン州とリオネグロ州で話されているマプドゥングンは、チリの中央方言グループのものに似ているが、アルゼンチンのラ・パンパ州で話されているランケル(Ranquel)語（Rankülche）は、北方言グループに近いものである。

## 音韻論

### 韻律
マプドゥングンには、部分的に予測可能な、対照的でない強勢がある。強勢のある音節は、一般的に最終音節が閉音節の場合はそこであり（awkán「ゲーム」、tralkán「雷」）、最終音節が開音節の場合はその前の音節である（rúka「家」、lóngko「頭」）。音素的な声調はない。

### 母音
|          | 前舌 | 中舌 | 後舌 |
| -------- | ---- | ---- | ---- |
| 狭母音   | i    |      | u    |
| 中央母音 | e    | ɨ    | o    |
| 広母音   |      | a    |      |

マプドゥングンの強勢のある単母音。Sadowsky, Painequeo, Salamanca & Avelino (2013)より。

- Sadowskyらは、母音を⟨ɪ, ɘ, ʊ, ë, ö, ɐ̝⟩で転写している[5]。この記事では、伝統的な書き方である⟨i, ɨ, u, e, o, a⟩に従っている。
- 強勢のある音節では、/i, u/は準狭の[ɪ, ʊ]だが、中央の/e, o/は中舌化した半狭の[ë, ö]である。広母音は、準広で中舌の[ɐ]として実現し、[ä]よりも[ɜ]に近い響きとなる。強勢のない母音はより狭い[i, u, ɪ, ʊ, ə]（ただし、強勢のない/e, o/は強勢のある/i, u/よりもいくらか広くなっている）。発話の最後の強勢のない母音は、通常、無声子音の後に来るとき、場合によっては有声子音の後に来るときにも、無声化するか、省略される[5]。
- 従来、/ɨ/は中舌狭母音で、異音として強勢のない中舌中央母音を持つとして説明されてきた。Sadowskyらによると、この母音は、強勢があると半狭の[ɘ]、強勢がないと準狭の[ɨ̞]となり、中央母音の系列と音韻的に類型化される[5]。

### 子音
|        |        | 唇 | 歯    | 歯茎 | 後部歯茎 | そり舌 | 硬口蓋 | 軟口蓋 |
| ------ | ------ | -- | ----- | ---- | -------- | ------ | ------ | ------ |
| 鼻音   | 鼻音   | m  | （n̪） | n    |          |        | ɲ      | ŋ      |
| 破裂音 | 破裂音 | p  | （t̪） | t    | tʃ       | ʈʂ     |        | k      |
| 摩擦音 | 摩擦音 | f  | θ     | s    | ʃ        |        |        | ɣ      |
| 接近音 | 中線   |    |       |      |          | ɻ      | j      | w      |
| 接近音 | 側面   |    | （l̪） | l    |          |        | ʎ      |        |

- /m, p/は両唇音だが、/f/は唇歯音である[5]。
- 歯音の系列/n̪, t̪, l̪/は音声的には歯間音で、一部の方言でのみ見られる[5]。
- 発話の最後の舌頂側面音/l̪, l/は無声化、摩擦音化して[ɬ̪, ɬ]になることがある[5]。
- 破裂音は有気化することがある。/k/（[k]）の主要な異音によく見られる。前方化した異音[c]は、歯茎音/t/と同様に、あまり頻繁には有気化しない。歯音/t̪/と両唇音/p/に関しては、有気化はさらに稀である[5]。
- 話者によっては、/ʈʂ/を舌尖後部歯茎音、破擦音、有気破裂音のいずれかと認識しており[5]、[tɻ]とも発音され、その綴りは「tr」であることを示唆している。
- /ɻ/は伝統的に接近音として分類されてきた。しかし、Sadowskyらは、自分たちのサンプルの中で主流の変種であることから、摩擦音[ʐ]として分類することを好んだ。他のあり得る異音としては、側面接近音[ɭ]や、核の後の位置では、無声摩擦音[ʂ]を含む[5]。
- /j/は摩擦音を伴って実現しうる[5]。
- 軟口蓋音の中で、/w/は唇音化（英語版）している。前舌母音の前で、/ŋ, k, ɣ/は[ŋ˖, c, ɣ˖~ʝ]に前方化する[5]。

## 正書法

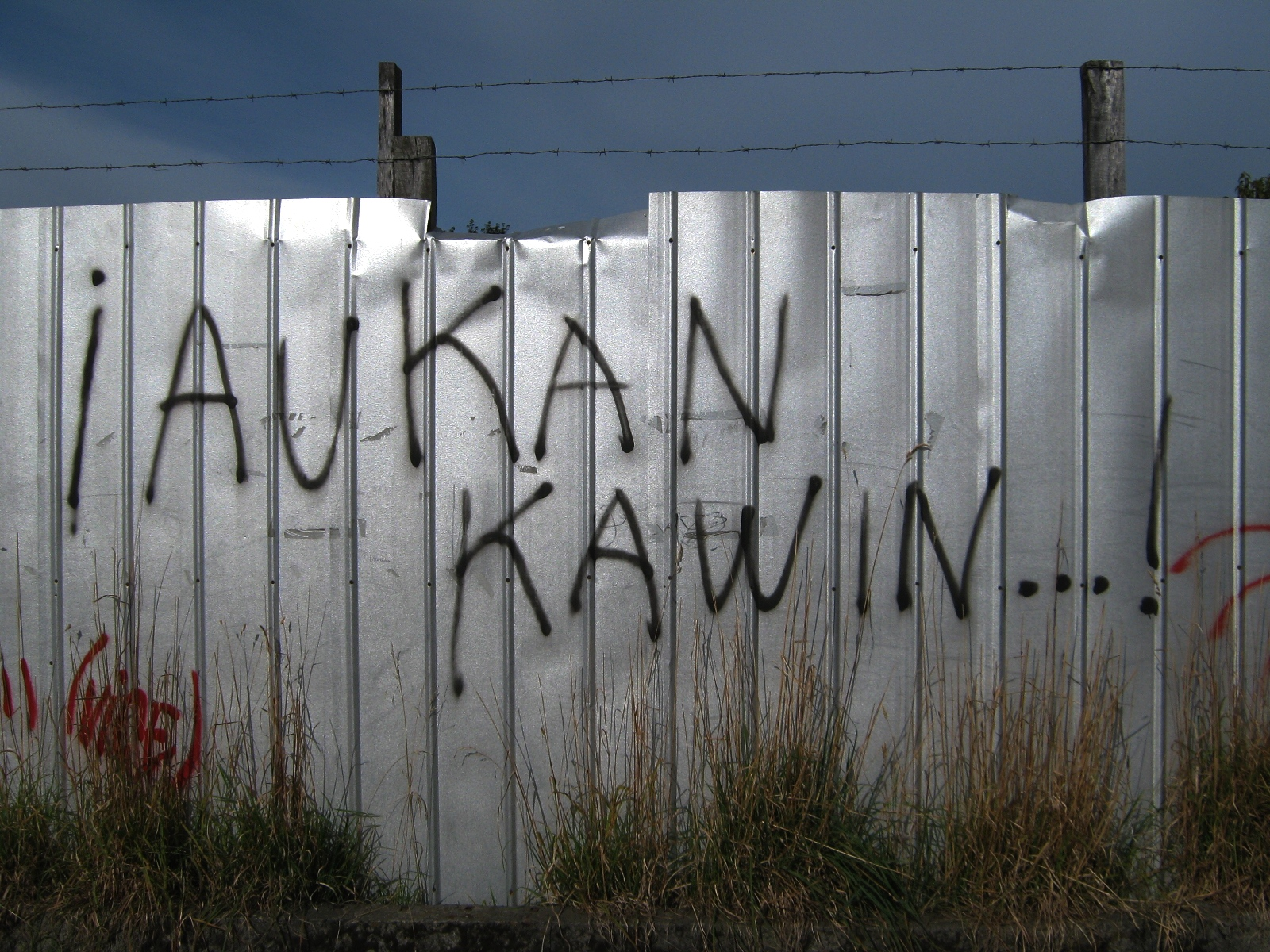
「蜂起会議」を意味するマプドゥングンの落書き。

マプチェ族はスペイン語が到来する前は書記体系を持たなかったが、現在その言語はラテン文字で書かれている。この記事で使用されている正書法はAlfabeto Mapuche Unificado（マプチェ語の統一アルファベット）に基づいているが、チリの言語学者や他の人々がこの言語の多くの出版物で使用している体系、競合するRagileo、Nhewenh、Azumchefiの体系にはすべて支持者がおり、当局、言語学者、マプチェ族のコミュニティの間で合意はまだない。同じ単語が、書記体系ごとに大きく異なって見える場合がある。たとえば、「会話」または「物語」という意味の単語は、gvxam、gytram、またはngütramのいずれかで記述される。

### マイクロソフトへの訴訟
2006年後半、マプチェ族の指導者たちは、マイクロソフトがWindowsオペレーティングシステムのマプドゥングンへの翻訳を完了したときに、マイクロソフトを訴えると脅迫した。彼らは、Microsoftがそうするためには許可が必要なのに、許可を求めていなかったと主張した。この出来事は、マプチェ族の標準的なアルファベットになるべきアルファベットを巡る、より大きな政治的闘争に照らして見ることができる。

## 形態論
- マプチェ語は膠着語である[18]。マプドゥングンの語順は柔軟だが、主題-題述（英語版）構成が一般的である。他動詞の主語（動作主）は動詞の前に来る傾向があり、目的語は後に来る傾向がある（A–V–O語順）。自動詞句の主語は動詞の後に来る傾向がある（V–S語順）。[18]
- マプドゥングンの最も複雑な動詞の形成は、5つまたは6つの形態素で構成されている[23]。
- 名詞は、生物と無生物の2つのクラスに分類される。例えば、puは無生物名詞の複数標識で、yukaは無生物名詞の複数標識である。chi wentru「その男」、chi pu wentru「その男たち」のように、chi（またはti）は生物名詞の定冠詞として使うことができる。数詞のkiñe「1」は不定冠詞の役割を果たす。主語と目的語は同じ格を使う[24]。
- 人称代名詞には、3つの人称と3つの数がある。iñche「私」、iñchiw「私たち（2人）」、iñchiñ'私たち（3人以上）。eymi「あなた」、eymu「あなたたち（2人）」、eymün「あなたたち（3人以上）。fey「彼/彼女/それ」、feyengu「彼ら/彼女ら/それら（2人、2つ）」、feyengün「彼ら/彼女ら/それら（3人、3つ以上）」。
- 所有代名詞は人称形に関連している：ñi「私の;彼、彼女;彼らの」、yu「私たち（2人）の」、iñ「私たち（3人以上）の」。mi「あなたの」、mu「あなたたちの」、mün「あなたたち（3人以上）の」。これらは助詞taと共に使われることが多いが、特に意味を追加するものではないようで、tami「あなたの」となる。
- 疑問代名詞にはiney「誰」、chem「何」、chumül「いつ」、chew「どこ」、chum(ngechi)「どのように」、chumngelu「なぜ」などがある。
- マプドゥングでは助詞を使う。助詞は、話し手が自分の言ったことに対する気持ちを表現するための形態素の小さなグループである。例えば、chi（疑い）、am（驚き surprise）、nga（後悔）、llemay（確実性）、chemay（驚き amazement）、chiam（驚異 wonder）、amfe（感嘆）などがある。また、kayのようなもっと複雑な助詞もある。これは、これから言われる情報が今言われたことと対照的であることを示唆する。もう1つの複雑な助詞はmayで、話し手が自分の話していることから肯定的な反応を得ることを期待するときに使われる。助詞の1つであるanchiは文の主語を指し、例として、「chem anchi?」は、「（指摘された）それは何か」と訳される[18]。
- -mewか-muを用いて名詞を屈折させることができる。この接尾辞は、時間、場所、原因、比較を意味する[18]。この例として、以下の文章がある。

Mesa-mew müle-y ti mamüllü ñi müle-n mi tukupu-a-l。
table-loc be-ind/3sS the wood poss be-noml 2s.poss use-nrld-noml
「テーブルの上にあなたが使うべき木がある。」
- 1から10までの数字は次のとおりである。1 kiñe, 2 epu, 3 küla, 4 meli, 5 kechu, 6 kayu, 7 regle, 8 pura, 9 aylla, 10 mari; 20 epu mari, 30 küla mari, 110 (kiñe) pataka mari。数字は極めて規則的に形成されており、中国語やウォロフ語、あるいはエスペラントなどの人工言語に匹敵する。
- 動詞には定形動詞と非定形動詞（非定形動詞の語尾：-n、-el、-etew、-lu、-amなど）、自動詞と他動詞があり、人称（一人称、二人称、三人称）、数（単数、双数、複数）、態（能動態、動作主のない受動態、再帰・相互態、さらに2つの応用形）、法（直説法、命令法、接続法）に応じて活用する。直説法では、現在時制（ゼロ）と未来時制（-(y)a）が区別される。いくつかの相があり、進行相、結果相、習慣相はよく知られているが、完了相のいくつかの下位タイプを標示しているように見える形式もいくつか見られる。その他の動詞の形態としては、証拠性の標識（伝聞証拠-ミラティブ）、方向性の標識（cislocative(向発話者)、translocative、andative、ambulative、それに加えてinterruptiveとcontinuous actionの標識）、法の標識（sudden action、faked action、immediate actionなど）がある。また、生産的な名詞の抱合があり、語根の複合形態についても説明できる。
- スペイン語から借用した動詞は、一般的に三人称単数形でマプドゥングに借用されている。例えば、マプドゥング語で「できる」という意味の動詞は「pwede」、「彼はできる」という意味のスペイン語訳は「puede」である[18]。

konün「入る」のような自動詞の直説法現在の活用表は次のとおりである。
|      |        | 数                    |                         |                          |
| 単数 | 双数   | 複数                  |                         |                          |
| 人称 | 一人称 | konün ( ← kon-n)      | koniyu ( ← kon-i-i-u)   | koniyiñ ( ← kon-i-i-n)   |
| 人称 | 二人称 | konimi ( ← kon-i-m-i) | konimu ( ← kon-i-m-u)   | konimün ( ← kon-i-m-n)   |
| 人称 | 三人称 | koni ( ← kon-i-0-0)   | koningu ( ← kon-i-ng-u) | koningün ( ← kon-i-ng-n) |

一部の著者が逆システムと表現しているもの（アルゴンキン語派の言語について説明されているものに似ている）は、pen「見る」のような他動詞の変化形に見られる。「自動詞」形は以下の通りである。
|      |        | 数                  |                       |                        |
| 単数 | 双数   | 複数                |                       |                        |
| 人称 | 一人称 | pen ( ← pe-n)       | peyu ( ← pe-i-i-u)    | peiñ ( ← pe-i-i-n)     |
| 人称 | 二人称 | peymi ( ← pe-i-m-i) | peymu ( ← pe-i-m-u)   | peymün ( ← pe-i-m-n)   |
| 人称 | 三人称 | pey ( ← pe-i-0-0)   | peyngu ( ← pe-i-ng-u) | peyngün ( ← pe-i-ng-n) |

「他動詞」形は次のとおりである（ここでは単数形のみを記載）。
|        |        | 動作主              |                         |                                                                                  |
| 一人称 | 二人称 | 三人称              |                         |                                                                                  |
| 被動者 | 一人称 | pewün ( ← pe-w-n)   | peen ( ← pe-e-n)        | peenew ( ← pe-e-n-mew)                                                           |
| 被動者 | 二人称 | peeyu ( ← pe-e-i-u) | pewimu ( ← pe-w-i-m-u)  | peeymew ( ← pe-e-i-m-i-mew)                                                      |
| 被動者 | 三人称 | pefiñ ( ← pe-fi-n)  | pefimi ( ← pe-fi-i-m-i) | DIR pefi / INV peeyew / REFL pewi ( ← pe-fi-i-0-0 / pe-e-i-0-0-mew / pe-w-i-0-0) |

三人称が一人称や二人称と相互に作用する場合は、直接形（-eなし）と逆形（-eあり）があり、話し手に選択の余地はない。二人の三人称が相互に作用する場合には、2つの異なる形がある。直接形(pefi)は、動作主が主題的(その特定の節の中心人物)である場合に適している。逆形(peenew)は、被動者が主題的な場合に適している。したがって、「chi wentru pefi chi domo」は「男が女を見た」という意味だが、「chi wentru peeyew chi domo」は「男が女に見られた」というような意味になる。しかし、これは受動構文ではなく、受動態を使うと「chi wentru pengey」「男が見られた、誰かが男を見た」となる。そのため、「男を見たのは女だった」と訳すのがよいだろう。

## 言語復興の取り組み
チリ教育省は、先住民族の言語を教育に取り入れることを目的として、1996年に「異文化間バイリンガル教育局」を設立した。国内のマプチェ族人口の50％がサンティアゴ周辺に居住しているにもかかわらず、2004年になってもサンティアゴの公立学校にはプログラムがなかった。マプチェ族の生徒の30.4％は8年生として卒業できず、貧困率も高い。言語復興の取り組みの多くは農村地域で行われており、これらの取り組みはマプチェ族の人々に様々な形で受け入れられている。オルティスによると、学校でマプドゥング語を教えることで、自分たちの子どもが他のチリ人に遅れをとることになると感じている人もいるという。このことは、植民地化の直接的かつ永続的な影響として、自分たちの文化がチリ政府によって長い間切り捨てられてきたために、残念ながら、マプチェ族の中には自分たちの言語を無価値なものと見なしている人もいることを示している。公立学校ではマプドゥングンの授業は行われていないが、教皇庁立チリ・カトリック大学などチリの一部の大学では限定的にマプドゥングンの授業が行われている。

## 研究

### 古い作品
マプドゥングンの公式化と標準化は、1606年にイエズス会の司祭ルイス・デ・バルディビアが出版した最初のマプドゥングンの文法書『Arte y Gramatica General de la Lengva que Corre en Todo el Reyno de Chile』（チリ王国全体に広がる言語の芸術と一般的な文法）によって行われた。さらに重要なのは、文法と辞書で構成されたイエズス会のAndrés Fabrésによる『Arte de la Lengua General del Reyno de Chile（チリ王国の一般的な言語の芸術）』（1765年、リマ）がある。1776年に、ラテン語で書かれた3巻の書籍『Chilidúgú sive Res Chilenses』が、ドイツのイエズス会士ベルンハルト・ハヴェシュタットによってヴェストファーレンで出版された。
フェブレスの著作は、1810年からマプチェ族が住む地域に赴く宣教師の基本的な準備として使われた。1846年には訂正版が、1864年には辞書を含まない要約版が完成した。
フェブレスの本に基づいた作品として、1888年にイタリアのオクタヴィアーノ・デ・ニザが書いた『Breve Metodo della Lingua Araucana y Dizionario Italo-Araucano e Viceversa（アラウカノ語の簡単な手引と伊ア辞典とその逆）』がある。1928年にバルディビアのサン・フランシスコ修道院で起きた火災で焼失した。

### 現代の作品
これまでで最も包括的な作品は、Augusta（1903、1916）による作品である。Salas（1992、2006）は、専門家以外の人のための入門書で、民族学的な紹介と貴重なテキスト集も備えている。Zúñiga（2006）は、完全な文法的説明、二言語辞書、いくつかのテキスト、テキスト（教育教材、伝統的な民話、6つの現代詩）を録音したオーディオCDを収録している。Smeets（1989）およびZúñiga（2000）は専門家専用である。Fernández-Garay（2005）は、言語と文化の両方を紹介している。Catrileo（1995）とHernández ＆ Ramosの辞書は3言語（スペイン語、英語、マプドゥングン）で書かれている。
- Gramática mapuche bilingüe, by Félix José de Augusta, Santiago, 1903. [1990 reprint by Séneca, Santiago.]
- Idioma mapuche, by Ernesto Wilhelm de Moesbach, Padre Las Casas, Chile: San Francisco, 1962.
- El mapuche o araucano. Fonología, gramática y antología de cuentos, by Adalberto Salas, Madrid: MAPFRE, 1992.
- El mapuche o araucano. Fonología, gramática y antología de cuentos, by Adalberto Salas, edited by Fernando Zúñiga, Santiago: Centro de Estudios Públicos, 2006. [2nd (revised) edition of Salas 1992.] ISBN 956-7015-41-4
- A Mapuche grammar, by Ineke Smeets, Ph.D. dissertation, Leiden University, 1989.
- Mapudungun, by Fernando Zúñiga, Munich: Lincom Europa, 2000. ISBN 3-89586-976-7
- Parlons Mapuche: La langue des Araucans, by Ana Fernández-Garay. Editions L'Harmattan, 2005, ISBN 2-7475-9237-5
- Mapudungun: El habla mapuche. Introducción a la lengua mapuche, con notas comparativas y un CD, by Fernando Zúñiga, Santiago: Centro de Estudios Públicos, 2006. ISBN 956-7015-40-6
- A Grammar of Mapuche, by Ineke Smeets. Berlin / New York: Mouton de Gruyter, 2008. ISBN 978-3-11-019558-3

#### 辞書
- Félix José de Augusta, Diccionario araucano, Santiago de Chile: Imprenta Universitaria, 1916 (Tomo primero ; Tomo segundo) [1996 reprint by Cerro Manquehue, Santiago.] ISBN 956-7210-17-9*
- María Catrileo, Diccionario lingüístico-etnográfico de la lengua mapuche. Mapudungun-español-English, Santiago: Andrés Bello, 1995.
- Esteban Erize, Diccionario comentado mapuche-español, Bahía Blanca: Yepun, 1960.
- Ana Fernández Garay, Ranquel-español/español-ranquel. Diccionario de una variedad mapuche de la Pampa (Argentina), Leiden: CNWS (Leiden University), 2001. ISBN 90-5789-058-5
- Arturo Hernández and Nelly Ramos, Diccionario ilustrado mapudungun-español-inglés, Santiago: Pehuén, 1997.
- Arturo Hernández and Nelly Ramos, Mapuche: lengua y cultura. Mapudungun-español-inglés, Santiago: Pehuén, 2005. [5th (augmented) edition of their 1997 dictionary.]
- Muñoz Urrutia, Rafael, ed. (2006). Diccionario Mapuche: Mapudungun/Español, Español/Mapudungun (2ª edición). Santiago de Chile: Editorial Centro Gráfico Ltda. ISBN 956-8287-99-X.

#### マプドゥングンの教科書
- Mapudunguyu 1. Curso de lengua mapuche, by María Catrileo, Valdivia: Universidad Austral de Chile, 2002.
- Manual de aprendizaje del idioma mapuche: Aspectos morfológicos y sintácticos, by Bryan Harmelink, Temuco: Universidad de la Frontera, 1996. ISBN 956-236-077-6
- EH2518 Introducción a la lengua y cultura Mapuche, Santago Universidad de Chile, 2020.[28]